# Wichmann (cràter)
Wichmann és un cràter d'impacte de la Lluna en forma de bol. Es troba a la meitat sud de l'Oceanus Procellarum, en un altiplà baix format a partir d'una cresta de plegament. No té cap cràter notable a prop, tot i que a nord-oest es troba Flamsteed, més a nord apareix Encke, més a l'est Euclides, i al sud es localitza Scheele, més petit.

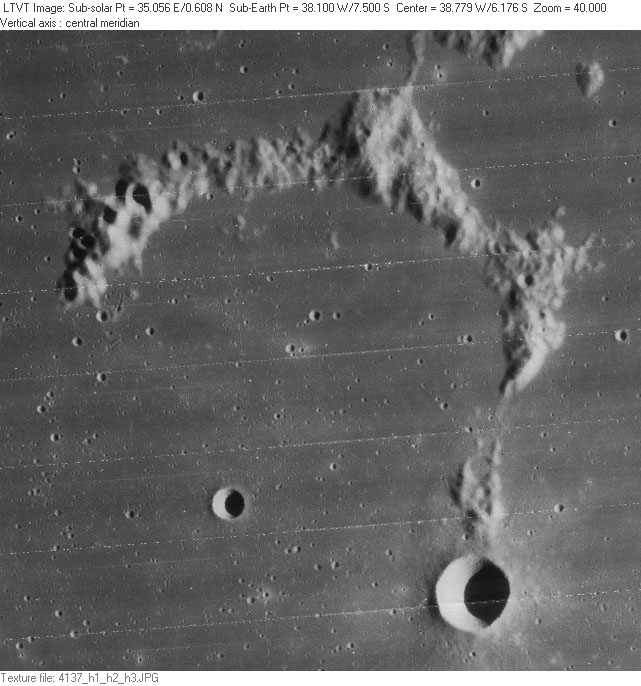
Rodalies de Wichmann (a baix a la dreta de la imatge), amb el destacat arc de muntanyes que formen Wichmann R. Fotografia de la missió Lunar Orbiter 4
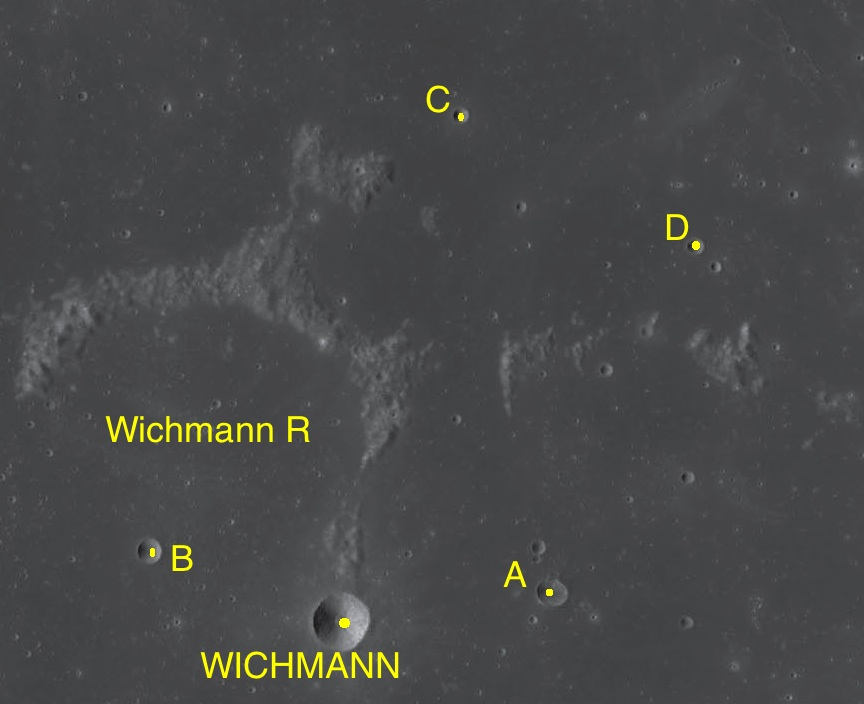
Cràters satèl·lit
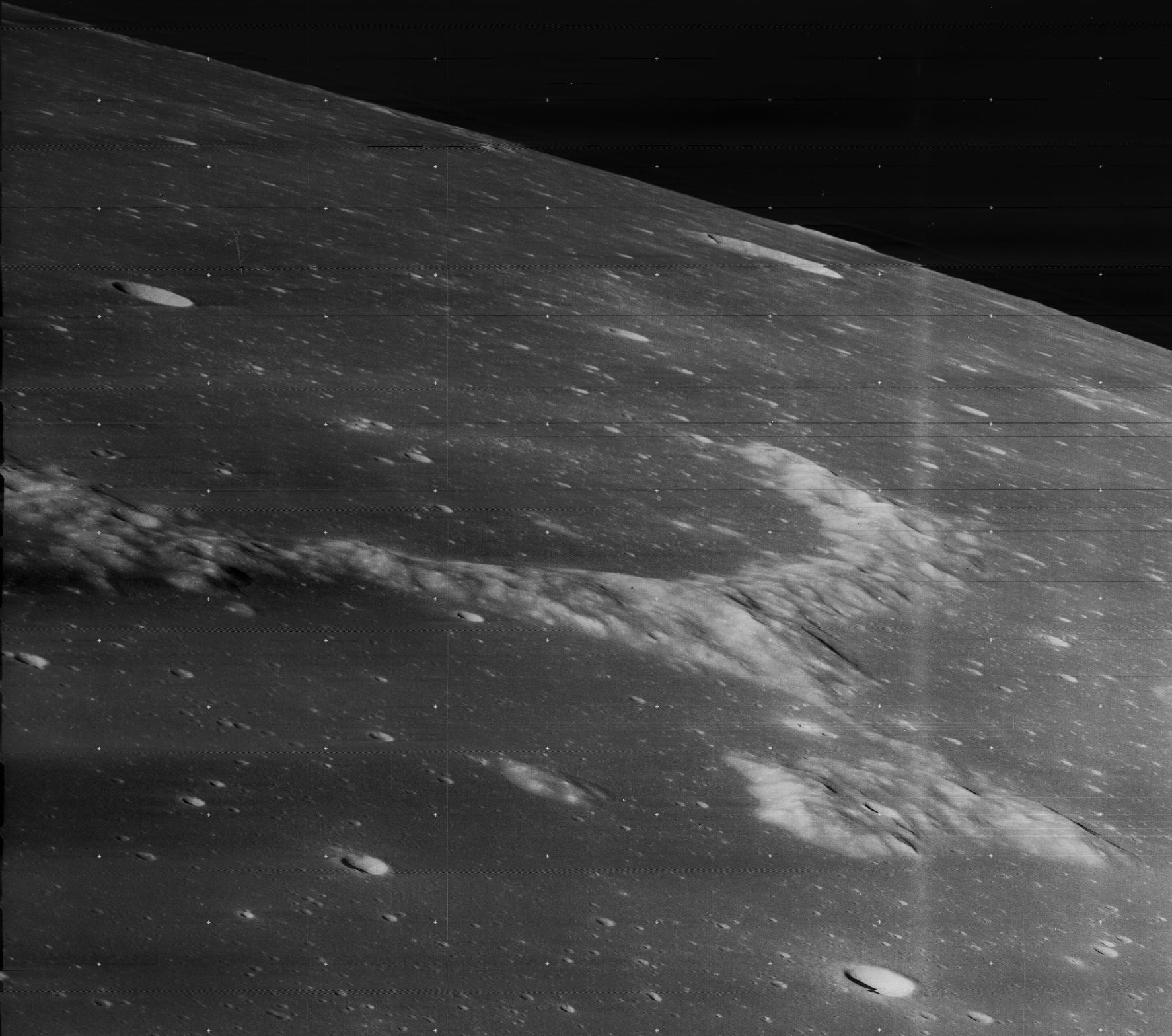
Vista obliqua de  Wichmann R , mirant cap al sud-oest. El mateix Wichmann queda just fora de la vista a l'esquerra. Imatge presa des del Lunar Orbiter 3

Una petita cadena muntanyosa a nord-oest de Wichmann s'anomena Wichmann R, probablement formada per la vora d'un cràter gastat que va ser enterrat pel flux de lava que va formar la mar lunar. Altres muntanyes baixes apareixen a sud de l'altiplà en què es troba Wichmann. Aquestes muntanyes en part toquen i envolten la carena coneguda com a Dorsa Ewing.

## Cràters satèl·lit
Per convenció aquests elements són identificats en els mapes lunars posant la lletra en el costat del punt central del cràter que està més proper a Wichmann.
| Wichmann | Coordenades                        | Diàmetre |
| -------- | ---------------------------------- | -------- |
| A        | 7° 24′ S, 36° 54′ O / 7.4°S,36.9°O | 4 km     |
| B        | 7° 06′ S, 39° 06′ O / 7.1°S,39.1°O | 4 km     |
| C        | 4° 42′ S, 37° 24′ O / 4.7°S,37.4°O | 3 km     |
| D        | 5° 24′ S, 36° 00′ O / 5.4°S,36.0°O | 3 km     |
| R        | 6° 36′ S, 39° 00′ O / 6.6°S,39.0°O | 62 km    |